# Gloria y Victoria
Gloria y Victoria es el nombre dado al monumento conmemorativo a los mártires de Carabineros de Chile caídos en acto de servicio. Ubicado a la altura del 200 de la Avenida Libertador General Bernardo O'Higgins, en Santiago, capital del país, está hecho en concreto con revestimiento de losas de piedra y posee una altura de 23 m. Dicha obra fue hecha por el escultor chileno Héctor Román Latorre.

## Historia
A través de la ley 18614 del 27 de abril de 1986, se autorizó la creación de dicho monumento con el patrocinio del entonces general director de Carabineros Rodolfo Stange Oelckers. El propósito del monumento es rememorar y homenajear a los uniformados policiales fallecidos prestando servicio al Estado de Chile, desde la fundación de la institución en 1927 hasta la actualidad. Fue inaugurado oficialmente en una ceremonia solemne el 26 de abril de 1989, el día previo a la conmemoración del 62.º aniversario de la institución. 
En noviembre y diciembre de 2019, durante las protestas producidas por el estallido social, el monumento, cercano a la Plaza Baquedano, sufrió ataques por parte de encapuchados, con rayados y otros daños.

## Iconografía
El monumento consta de tres columnas, donde las dos laterales cubren a la columna central, sosteniendo el escudo de Carabineros. En la columna central, más alta que las dos laterales, se encuentra en su cúspide una escultura femenina, una representación alegórica de la «gloria» y «victoria» que alcanzan los carabineros fallecidos trabajando por la Patria. Ella sostiene las mortajas de los policías caídos en gratitud de haber sacrificado su vida.

## Galería

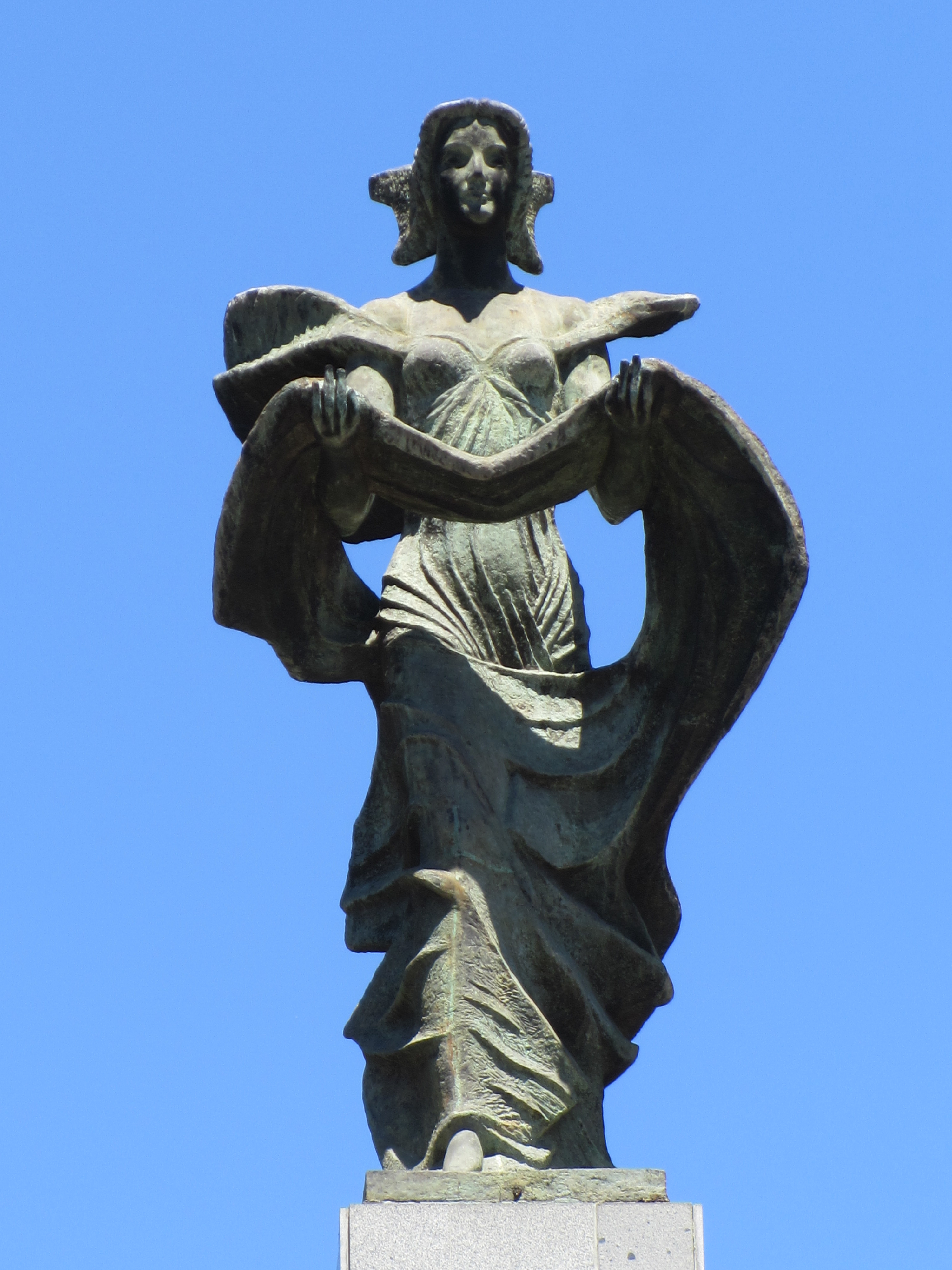
Detalle de la escultura femenina sobre el monumento
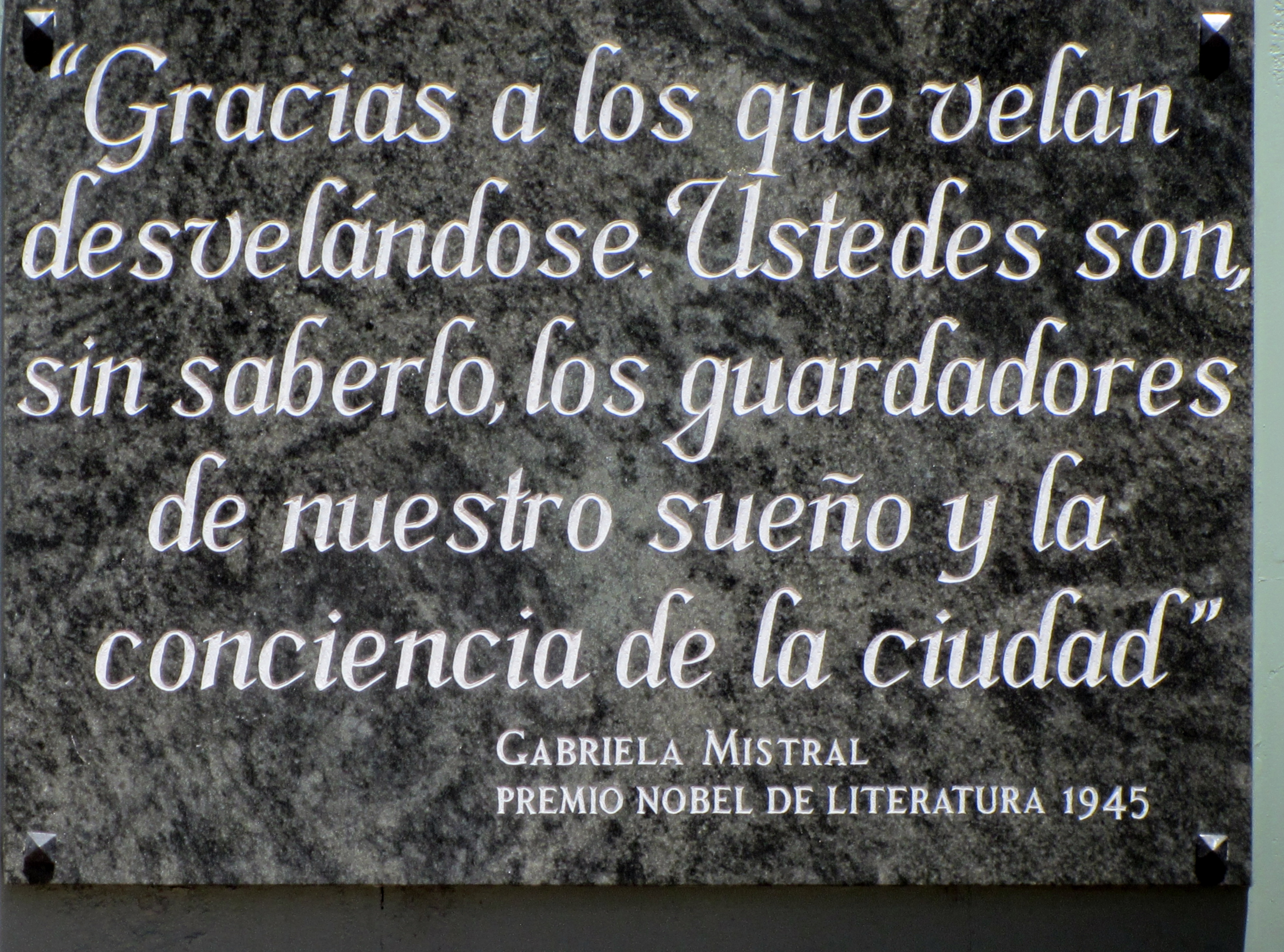
Placa con palabras de Gabriela Mistral dedicadas a Carabineros
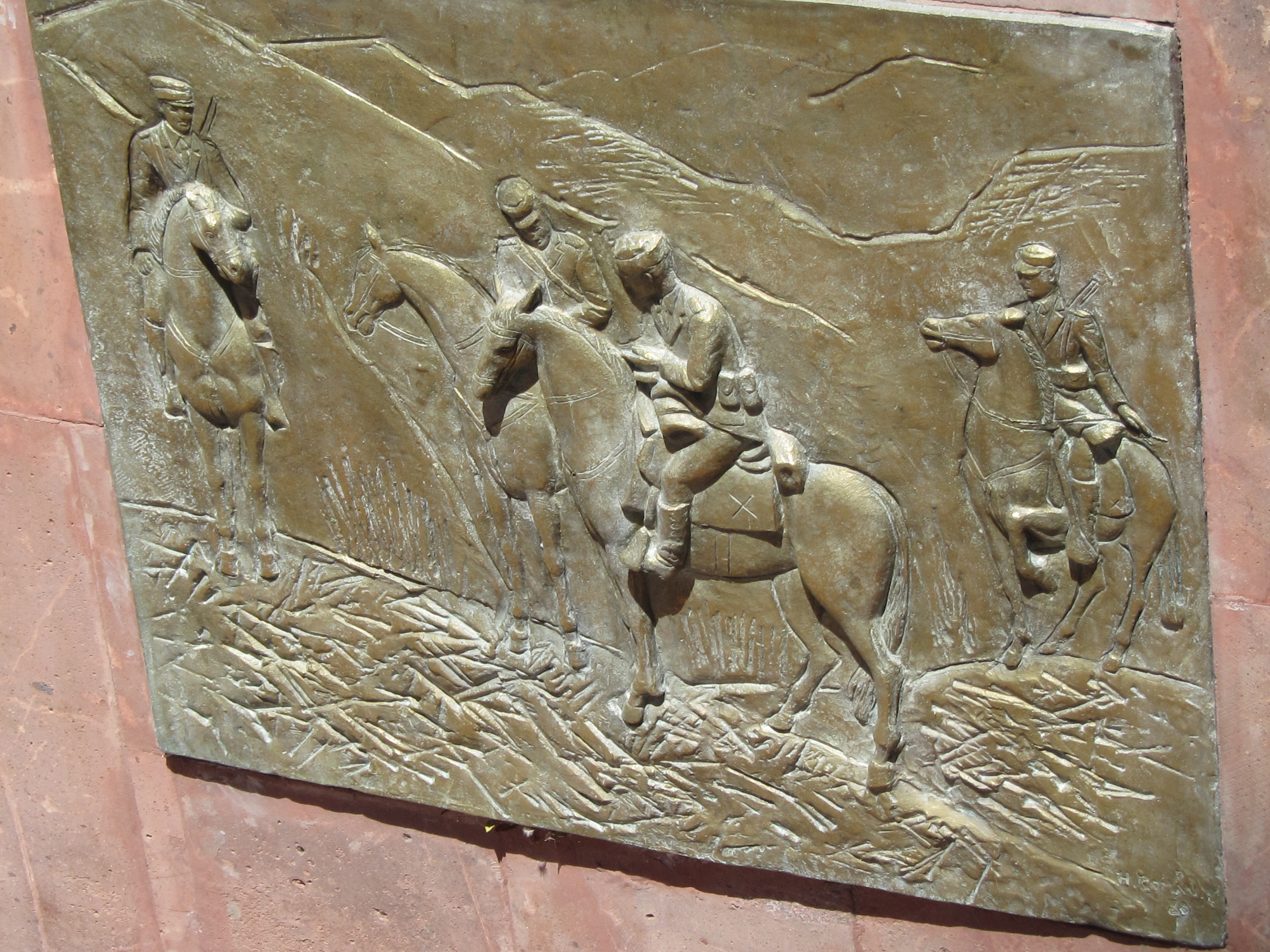
Relieve de la Unidad de la Policía Montada de Carabineros
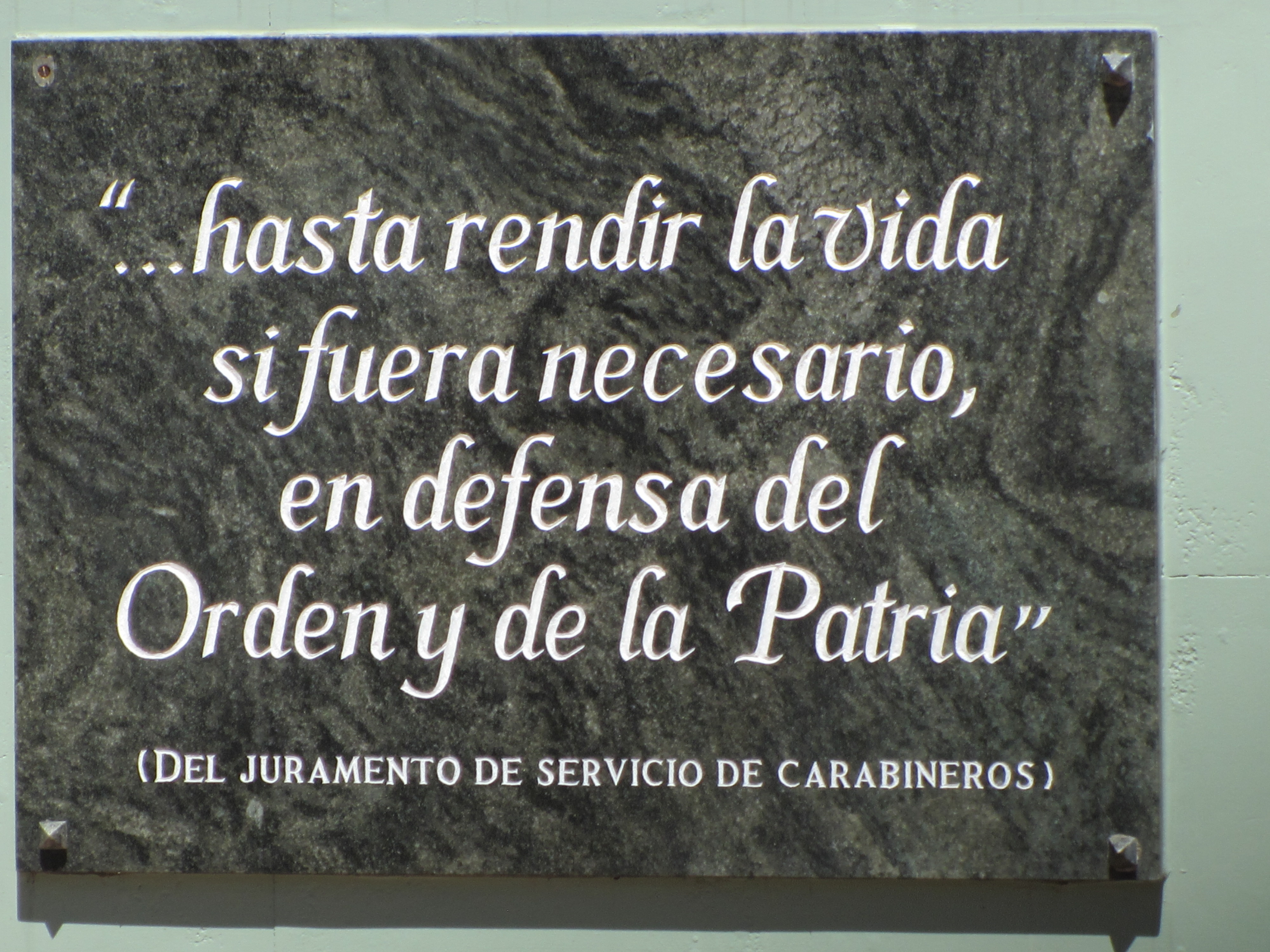
Extracto final del Juramento de Servicio a Carabineros de Chile
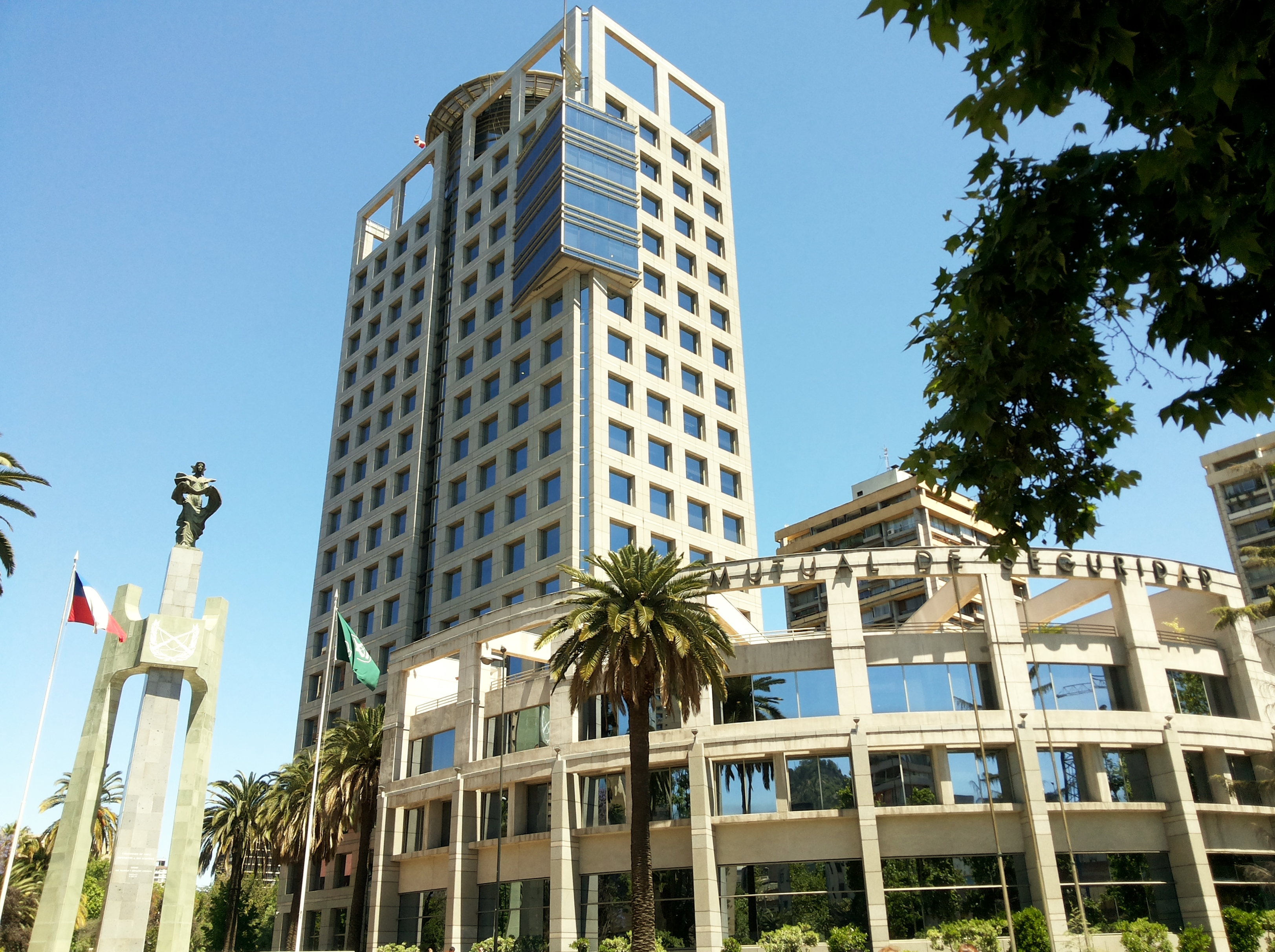
Panorámica del monumento delante del edificio de la Mutual de Seguridad